# Bitka s Amazonkama
Bitka s Amazonkama je slavno ulje na drvu Petera Paula Rubensa iz 1618. godine koje je jedno od najdramatičnijih slika baroka i europskog slikarstva općenito.

## Povijest
Sliku je Rubens vjerojatno naslikao već 1615. godine za antwerpenskog trgovca Cornelisa Van der Geesta, koji je prvi prepoznao umjetnikov talent. Uz njegovu pomoć je Rubens uspio dobiti narudžbu za oslikavanje “Podizanja križa” iz 1610. godine za antwerpensku prvostolnicu.
Danas se slika nalazi u pinakoteci (Alte Pinakothek) u Münchenu.

## Odlike
Slika predstavlja mitološku bitku Argonauta s divljim ženama ratnicama - Amazonkama (Amazonomahija). To je kovitlac ljudskih i životinjskih tijela, bujnost i jedrina oblika i uzavrelost pokreta, isprepletena slojevitost kompozicije koja je sve oblike sažela u jedinstvenu cjelinu – elipsu. Svaki naslikani detalj odražava sjaj oblika i materijala, a tema je preplet mitološke teme i aktualne političke situacije – najava Tridesetogodišnjeg rata.

## Poveznice
- Barokno slikarstvo
- Podizanje križa (Rubens)